# 尼滿
尼滿（穆麟德轉寫：niman，17世纪—1669年），富察氏，滿洲鑲黃旗人，清朝政治人物。

## 生平
清太宗時期出仕。崇德六年（1641年），考授筆帖式。
順治二年（1645年）特授內三院編修。
九年（1652年）正月初九日，升內秘書院侍讀。
十年（1653年），升內秘書院侍讀學士。
十三年（1656年），考滿，恩廕一子入國子監讀書，隨後擢內弘文院學士。
十五年十二月二十一日（1659年1月13日），遷保和殿學士，兼禮部左侍郎。
十七年（1660年）六月十八日，調刑部右侍郎。
該年，給事中孫光祀、成肇毅、鎮海將軍劉之源、江南總督郎廷佐彈劾蘇松提督馬逢知暗中勾結海賊鄭成功，順治帝命朝臣會審，會審認定馬逢知勾結海逆，應與其子一併處死；順治帝認為未得實情，八月，命尼滿趕赴江南，會同劉之源、郎廷佐確審。十二月，尼滿等人查明合奏，馬逢知於鄭成功攻打江寧時，以招撫為藉口，不誅殺鄭氏黨徒，反而聯絡書信。經過議政王大臣核實後，將馬逢知按律論罪處死。
十八年（1661年），轉刑部左侍郎。
康熙二年（1663年）六月十六日，擢刑部尚書。
五年（1666年）七月二十八日，調任都察院左都御史。
六年（1667年）四月，疏言：「顷者流徙宁古塔、尚阳堡犯人，许自认修造城楼及部院衙门，释所犯之罪。此等犯人，家产先已籍没入官，计修工之费不啻数万金，何自而得？一经奉旨回籍，视稍赡之家，挟诈逼勒，致良民受害。嗣后有认工赎罪者，请概行停止。」獲得朝廷採納。
八年（1669年）七月，疏言：「民所賴以生者惟農與商，大臣不宜與小民爭利。今在外藩王等不能仰體皇上愛民至意，凡商貨輳集，多獲利益之所，占據貿易、縱屬放債牟利，州縣官莫敢誰何，此輩遂肆行無忌，偪民變產償債，甚至釀成命案。請敕禁藩王等商人，除本城貿易外，如仍貿易各處，地方官不即查拏，被人舉首者，以徇庇論；本主以縱屬治罪，貸物債銀入官。」又疏陳：「百姓固苦於不肖官員脧削，更苦於差役繁劇。如差遣官員船隻夫馬，一切供應雖有額設錢糧，而貪官汙吏率多藉端徵派侵漁。請嗣後除軍國大事仍由內差，其他責成各督撫，如隱匿徇庇，重治其罪。」都交部議定實行。
九月初五日，甄別部院堂官，議以「尼滿歷任年久，辦事雖勤，重大事未見指參，應降三級留任。」得旨，尼滿解職，以原品隨旗行走，不久後卒。

## 家族及關連
尼滿屬鑲黃旗滿洲沙濟富察氏第八世。
- 祖父：果克託（高圖），清太祖時期與從兄弟延珠瑚、噶哈、衛齊歸附後金。
- 子：
  - 法保，官至三等侍衛。
  - 常在，閑散。
  - 永存，官至國子監助教。
  - 壽保，閑散。
  - 永德，官至陵寢總管。
  - 寶存，官至三等侍衛。
- 女：
  - 都统觉罗巴爾納第六子三等轻车都尉遜珠嫡妻。[10]
  - 二等轻车都尉、散秩大臣觉罗吉禮嫡妻。[11]